# Langastis lucescens
Langastis lucescens är en fjärilsart som beskrevs av Edward Meyrick 1914. Langastis lucescens ingår i släktet Langastis och familjen praktmalar, Oecophoridae. Inga underarter finns listade i Catalogue of Life.